# Trattato di Nasuh Pasha
Il Trattato di Nasuh Pasha (in persiano عهدنامه نصوح پاشا‎, in turco Nasuh Paşa Antlaşması) fu un trattato tra l'Impero Ottomano e la Persia Safavide dopo la guerra del 1603-1612, firmato il 20 novembre 1612 in seguito a una decisiva vittoria safavide. I termini principali del trattato includevano la concessione della sovranità persiana su tutto il Caucaso.

## Antefatti
Shah Abbas il Grande di Persia dovette concedere vaste aree nell'Iran nordoccidentale e nel Caucaso all'Impero ottomano con il Trattato di Costantinopoli del 1590. Dopo aver risolto i problemi in patria, Abbas stava progettando di recuperare le perdite e attese il momento opportuno per attaccare. Vide la sua possibilità nel 1603 quando il sultano Ahmet I di 14 anni salì al trono ottomano. L'Impero Ottomano era impegnato in una lunga e costosa guerra contro il Sacro Romano Impero, la cosiddetta Lunga Guerra (1593-1606) e ci furono una serie di rivolte in Anatolia chiamate rivolte Celali.

## Guerra
Shah Abbas e il suo generale Allahverdi Khan in un attacco a sorpresa iniziarono a riconquistare i territori persi nel 1590. Sebbene l'Impero Ottomano riuscì a sollevare un esercito contro la Persia, i due comandanti (serdar) Cigalazade Yusuf Sinan Pasha (1605) e Kuyucu Murat Pascià (1611) morirono entrambi a Diyarbakir, nel campo invernale dell'esercito (per cause naturali) e l'esercito ottomano soffrì la mancanza di un comandante capace. Alla fine, Nasuh Pascià (chiamato anche Damat Nasuh Pasià) che divenne il Gran visir nel 1611, accettò di firmare un trattato.

## Termini
1. L'Impero Ottomano accettò di restituire tutto il territorio acquisito dal trattato di Costantinopoli del 1590.
2. La linea di confine divenne la linea tracciata nella Pace di Amasya nel 1555.[2]
3. A sua volta la Persia accettò di pagare un tributo annuale di 200 carichi (59000 chilogrammi[3]) di seta.
4. Il percorso dei pellegrini persiani all'Hajj venne cambiato (sulla Siria invece che sull'Iraq).

## Risvolti
Questo trattato è stato un grande successo per Abbas. Con il trattato aumentò il suo regno e ripristinò il prestigio dei Safavidi. Tuttavia, quando Abbas si rifiutò di pagare il tributo, si avviò una nuova guerra iniziò nel 1615.